# Піна: танок пристрасті

«Піна» (нім. Pina; в українському прокаті «Піна: танок пристрасті») — німецький танцювальний 3D-фільм режисера Віма Вендерса. Фільм розповідає про славетну німецьку танцівницю і хореографа Піну Бауш, яка раптово померла влітку 2009, і її ансамбль «Театр танцю у Вупперталі» , який вона очолювала впродовж 37 років. Прем'єра фільму відбулась на 61 Берлінському кінофестивалі 13 лютого 2011 року. В Україні вперше фільм показали на 2-му Одеському міжнародному кінофестивалі, в широкий прокат стрічка вийшла 15 вересня 2011.

## Про фільм
Режисер Вім Вендерс почав роботу над своєю картиною разом з Піною Бауш у 2008 році. Спочатку планувалося що туди ввійдуть кілька балетних постановок та сюжети про заплановані гастролі танцювальної трупи до Південної Америки та Азії, однак коли в 2009 році Піни не стало, Вендерс хотів закрити проєкт. Тільки завдяки умовлянням трупи і фанатів Бауш, він зважився відновити проєкт.
В основі фільму чотири  найголовніші балетні постановки Піни Бауш, які вона встигла відібрати для цього проєкту:  Кафе Мюллер (кафе в німецькому місті Золінген, де Бауш виросла) - танець зі столами й стільцями; культова Весна Священна, яку танцюють на сцені, покритій торфом; монументальний Повний місяць, сценографія якого включає величезну скелю на пів-сцени, і Контактхоф - балет тілесних емоцій. Зйомки танцювальних перформансів проходили як на сцені театру в Вупперталі, так і в самому місті - на перехрестях, в вагонах підвісного метро, в заводських цехах, на березі озера або у футуристичному скляному кубі.
У трейлері до фільму використано саундтрек "Lilies in the Valley" японського композитора Jun Miyake.

## Нагороди
- European Film Awards (2011) — найкращий документальний фільм.
- Оскар (2011) — Найкращий документальний повнометражний фільм — Номінація.